# Ибрахим Ал Хусеин
Ибрахим Ал Хусеин (арап. إبراهيم أل حسين; Деир ез Зур, 23. септембар 1988) је сиријски параолимпијски пливач који је учествовао на Летњим параолимпијским играма 2016.

## Биографија
Рођен је 23. септембра 1988. у Деир ез Зуру. Такмичио се у дисциплинама С9 на 50 метара и 100 метара слободно и носилац је заставе на Паради нација на Летњим параолимпијским играма 2016. Прималац је награде Ванг Јун Дај за достигнућа 2016. године. У јуну 2021. је изабран да представља избеглице на Летњим параолимпијским играма 2020. заједно са Алијом Исом која живи у Атини, паратеквондистом Парфетом Хакизиманом из Бургундија, америчким пливачем Абазом Каримијем, сиријским кануистом Енесом Ал Халифом и бацачем диска Шахрадом Насајпуром, предводила их је Илеана Родригез. Тренутно живи у Грчкој.